# New Rockford (North Dakota)
New Rockford er en amerikansk by og administrativt centrum for det amerikanske county Eddy County i staten North Dakota. I 2000 havde byen et indbyggertal på 1.463.
47°40′50″N 99°08′10″V / 47.6806°N 99.1361°V